# Перетц, Николай Григорьевич
Николай Григорьевич Перетц (1846—1875) — российский педагог и писатель.

## Биография
Родился в Одессе 19 (31) июля 1846 года в семье участника декабристского движения Григория Абрамовича Перетца.
Учился во 2-й Санкт-Петербургской гимназии, в одном классе с Анатолием Кони. Не имея возможности учиться в университете, занимался самообразованием; стал работать на педагогическом поприще и вскоре выдвинулся как талантливый преподаватель. Получив место наблюдателя в Технологическом институте и учителя в гимназии Человеколюбивого общества, он заслужил общую любовь как студентов, так и многочисленных учеников гимназии и нескольких частных пансионов, в которых он преподавал математику.
Как член Педагогического общества, Перетц принимал деятельное участие в его работе, много трудился в пользу начального образования бедных детей. Сотрудничал в «Санкт-Петербургских ведомостях», «Семье и школе» и «Народной школе».
В 1873 году поехал в Тамбов для руководства учительскими курсами, но вскоре заболел, почти лишился зрения и после двухлетних страданий умер 21 июля (2 августа) 1875 года в Лесном. Был похоронен на Шуваловском кладбище.

## Семья
Женился 12 октября 1867 года на дочери титулярного советника Марии Карловне Степановой. У них родились:
- Владимир (1870—1935) — русский и советский филолог;
- Лев (04.08.1871 — не ранее 1904, когда женился).